# Mijnden (Stichtse Vecht)
Mijnden is een buurtschap behorende tot de gemeente Stichtse Vecht in de provincie Utrecht. Het ligt tegenover Nieuwersluis aan de rivier de Vecht.
Mijnden was ook een heerlijkheid die viel onder de baljuw van de beide Loosdrechten, Mijnden, Teckop en Loenen in het gewest Holland. Op 1 januari 1812 werd het gebied deel van de nieuw gevormde gemeente Loenen binnen het Zuiderzeedepartement. Na het herkrijgen van de Nederlandse onafhankelijkheid werden de oude provincies hersteld en daarom werd de gemeente Loenen op 1 mei 1817 gesplitst in Stichts Loenen en Loenen-Kronenburg. Mijnden ging deel uitmaken van Loenen-Kronenburg, welke gemeente zoals vanouds bij de provincie Holland kwam. De oude provinciegrenzen bleken echter onwerkbaar te zijn en de gemeente Loenen-Kronenburg werd op 1 oktober 1819 bij de provincie Utrecht gevoegd, waarna omstreeks 1 januari 1820 de gemeente Loenen-Kronenburg werd opgeheven. Het voormalige gerecht Loenen-Kronenburg werd verenigd met Stichts-Loenen tot de gemeente Loenen en Mijnden werd gevoegd bij de gemeente Loosdrecht. Bij de grenswijziging van 1 januari 1952 werd Mijnden door Loosdrecht aan Loenen afgestaan en na de opheffing van deze gemeente op 1 januari 2011 werd Mijnden deel van de gemeente Stichtse Vecht.